# ももんち
『ももんち』は、冬目景による日本の漫画。『ビッグコミックスピリッツ』（小学館）にて2006年から2009年まで不定期連載されていた。単行本は全1巻（小学館刊）。

## 登場人物
岡本桃寧（おかもと ももね）
本作の主人公。少々頼りなく、性格も幼い。「関東美術学院」という美術系の予備校に通っている。歌川荘というアパートに住み、アルバイト代だけで生活費を賄っている。兄姉妹の中で唯一絵の才能があるため、両親に愛されている。「ひゅう、あんみつー」「しゃくとりむし」など、時折不審な動きを見せる。
岡本深紅（おかもと みく）
桃寧の姉で、大学生である。文学部で美術史を専攻している。青山にあるギャラリーでアルバイトをしている。
岡本太郎（おかもと たろう）
桃寧の兄で、公認会計士をしている。超有名芸術家と同姓同名であるために重圧に負け、絵の道を断念した。
母
桃寧たちの母。絵画教室を営んでいる。旧家の娘だったが、芸術家の父と駆け落ちした。いつも和服を着ている。さそり座。
父
桃寧たちの父。放浪中であり、行方不明。長髪で無精髭を生やしている。
中原夏樹（なかはら なつき）
長い黒髪の美人。桃寧と同じ予備校に通っており、頼りない桃寧を支える。高校一年生の頃から付き合っている彼氏がいる。『イエスタデイをうたって』にも登場している。
由芽（ゆめ）
茶髪ショートの美人。桃寧と同じ予備校に通っている。
松本峻（まつもと しゅん）
昼間はペットショップでアルバイトをしており、夜間に予備校に来て絵を描いている。夏期講習で使用したニワトリを桃寧に押し付ける。

## 単行本
1. 2009年4月30日発売 ISBN 4091825508
ビッグコミックスピリッツ・2006年第10号 / 2007年第40号 / 2008年第16号 / 2008年第38号 / 2009年第17号）
  - 春と桃 / 夏の家族と新しい友達 / 秋の別れと謎の女子 / 冬のランナー / 春の別れ